# Benjamin Lobo Vedel
 Benjamin Lobo Vedel (né le 23 septembre 1997 à Aalborg) est un athlète danois, spécialiste du 400 m.

## Biographie
Il remporte le titre du 400 m lors des Championnats d'Europe juniors 2015 en 46 s 48.
Le 14 juillet 2017, il porte son record personnel à 45 s 85 en séries à Bydgoszcz (Stadion Zawisza) et remporte la médaille de bronze le lendemain en 46 s 08.